# Ekofisk
Ekofisk is een olieveld in het Noorse deel van de Noordzee. Het reservoir werd net als de olievelden Montrose en Forties in 1969 aangeboord en is nog steeds een van de grootste oliereservoirs in de Noordzee. De commerciële uitbating begon in 1971 na de bouw van een aantal boorplatforms door het bedrijf Phillips Petroleum. Door de enorme voorraad van het reservoir is productie gepland tot minstens 2050, afgezien van mogelijke toekomstige economische ontwikkelingen.

Het complex meet meerdere platforms, is ongeveer een kilometer lang en weegt circa 30.000 ton.
Nabij Ekofisk liggen ook de velden Eldfisk, Embla en Tor, evenals de ondertussen verlaten velden Cod, Mime, Edda, West-Ekofisk, Albuskjell en Tommeliten Gamma. Op het hoogtepunt bestond het gehele complex uit 32 platforms, waaronder het eerste productieplatform Gulftide. Ondertussen is de ontmanteling begonnen en zijn er de nodige platforms verwijderd.

## Reservoir
Het Ekofisk-veld produceert uit paleocene krijtgesteente-afzettingen. Door de lage permeabiliteit en het feit dat het een olieveld is, zijn er veel injectieputten nodig. Anno 2006 was het aantal productie- en injectieputten 236.
Ekofisk was het grootste olie- en gasveld op het Noorse continentaal plat en werd pas ingehaald door de ontdekking van het Troll veld in 1979. Bij de start van de productie had Ekofisk geschatte olie- en gasreserves van in totaal 753 miljoen Sm³. Statfjord, het op een na grootste veld, had reserves van 700 miljoen Sm³ en de aanvangreserves voor Troll zijn getaxeerd op 1756 miljoen Sm³. Op 31 december 2013 werden de resterende reserves in het Ekofisk-veld geschat op 140 miljoen Sm³.

## Ontdekking
De Suezcrisis van 1956 maakte de kwetsbaarheid voor olie vanuit het Midden-Oosten zichtbaar. Oliemaatschappijen gingen wereldwijd op zoek naar alternatieve bronnen. In 1959 was in Nederland het grote aardgasveld van Slochteren aangeboord en de geologische structuur van het veld liep door onder de Noordzee. In 1962 was een topbestuurder van Phillips Petroleum in Groningen op vakantie en zag de boortorens op het land. Terug in Bartlesville werd nader onderzoek gedaan.
In oktober 1962 verzocht Philips Petroleum de Noorse autoriteiten naar olie te mogen boren in het continentaal plat voor de Noorse kust. Het bedrijf was bereid $160.000 per maand te betalen voor dit recht. De Noorse regering zag dit als een poging exclusieve rechten voor het hele gebied te verwerven en sloeg het aanbod van Phillips af. In mei 1963 werd in een wet vastgelegd dat de staat eigenaar was van alle grondstoffen in de grond van het Noorse continentaal plat. Alleen de regering kon concessies verlenen voor de exploratie en productie. Overigens werd pas in 1965 de grenzen van het Noorse deel volgens het equidistantiebeginsel vastgelegd in overeenkomsten met Denemarken en het Verenigd Koninkrijk. De eerste licentieronde werd aangekondigd op 13 april 1965 en 22 vergunningen werden verstrekt voor 78 blokken.
In 1969 waren de behaalde resultaten teleurstellend, geen enkel olieveld van voldoende omvang was aangetroffen. Phillips besloot te stoppen, maar beschikte nog over een halfafzinkbaar boorplatform, de Ocean Viking, en liet deze een laatste boring uitvoeren voor het huurcontract afliep. In november 1969 boorde het olie aan van hoge kwaliteit in blok 2/4 in het Ekofisk-veld aan de Noorse zijde van de zeegrens.

## Ontwikkeling
Phillips wilde het veld zo snel mogelijk ontwikkelen. Om Ekofisk en de velden eromheen te ontwikkelen, werd bijna 6 miljard dollar geïnvesteerd, wat het na de Trans-Alaska-pijpleiding de grootste private investering van dat moment maakte. Voor Ekofisk werd Brown & Root aangesteld als consultant door Phillips, dat zelf weinig offshore-ervaring had. Een van de uitdagingen was de grotere waterdiepte. Waar die in de zuidelijke Noordzee zo'n 30 meter was, lag deze hier tussen de 70 en 80 meter.
Golfhoogtes en daarmee golfkrachten waren de volgende uitdagingen, want ook deze waren hoger dan in het zuiden en zeker dan in de Golf van Mexico. Dit alles betekende dat de platforms aanmerkelijk groter werden. Daarmee moest de constructie van het onderstel (jacket) ook veranderen. In plaats van de fundatiepalen door de poten te voeren – through leg jackets – kregen de poten aan de onderzijde enkele bussen waardoor de palen werden geheid – skirt pile jackets. De fundatiepalen hoefden dan niet meer de waterdiepte te overbruggen.

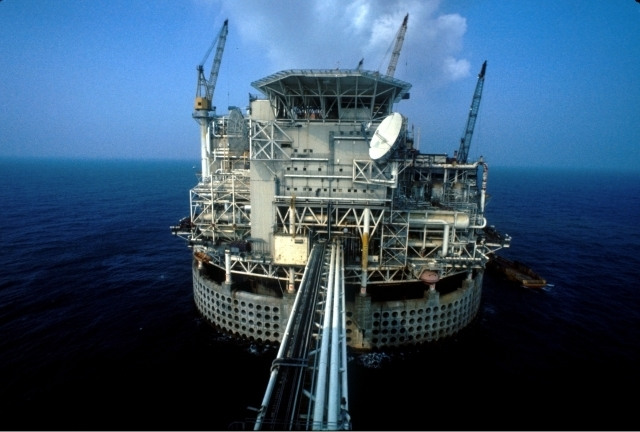
De Ekofisk-tank met geperforeerde buitenwand volgens Jarlan-patent als golfbreker. Het kreeg in 1989 een extra beschermingswand, gebouwd door Koninklijke Volker Stevin

Naast de stalen jackets werd een grote betonnen platform geplaatst, Ekofisk 1. Deze tank werd ontworpen door C.G. Doris met Europe-Etudes en werd gebouwd door Høyer-Ellefsen en Selmer. Deze tank met een opslagcapaciteit van 160.000 m³ werd in juni 1973 geplaatst en had ter hoogte van de waterlijn een geperforeerde buitenwand volgens Jarlan-patent als golfbreker.
De Cherokee, de Choctaw I en de net in de vaart gekomen Choctaw II van Santa Fe legden de Norpipe van Ekofisk naar Emden.

## Ekofisk B blow-out
Op 22 april 1977 vond er een ongeluk plaats op het Ekofisk B-platform. Bij het verwijderen van de boorbuis kwam er olie naar boven. De medewerkers werden geëvacueerd met reddingsboten en opgepikt door een bevoorradingsschip. De oliestroom werd getaxeerd op 28.000 vaten per dag en tot het gat werd gedicht was ruim 200.000 vaten olie uit de bron gekomen. Tot zo’n 40% van alle olie was verdampt en de rest, tussen de 80.000 en 126.000 vaten, was in zee terechtgekomen. De bron werd afgedekt na zeven dagen op 30 april 1977. Het officiële onderzoek naar de blow-out concludeerde dat de oorzaak een menselijke fout was en het falen van een verkeerd geïnstalleerde veiligheidsklep. Het was de eerste grote Noordzee olieramp al kwam nergens olie aan de kust. Dat er geen doden en gewonden zijn gevallen was vooral te danken aan het feit dat de olie niet in brand is gevlogen.

## Verhoging platforms
Sinds de start van de productie in 1971 waren de platforms meer dan vier meter gezakt. De zeebodem bestaat uit krijtgesteente en dit zakt in wanneer er olie wordt geproduceerd. De overige velden in de Noordzee staan veelal op een steviger ondergrond van kalksteen wat dit probleem minder kent. Het dek van de Ekofisk-platforms kwam daarmee te dicht bij de zee en de bemanning en installaties liepen gevaar bij zware stormen. In 1987 werden de zes onderling verbonden platforms omhooggebracht. Enorme hydraulische cilinders werden aan de beide zijden van de 40 stalen pijlers van het frame geplaatst. De cilinders namen het gewicht van de platforms over en de poten werden doorgesneden. Nadat alle poten waren doorgesneden werden de platforms gelijktijdig 6,5 meter opgetild. Stalen tussenstukken werden geplaatst tussen platform en poten. De cilinders zakten en werden verwijderd. De Ekofisk platforms stond na de operatie zo'n 6 meter hoger. De kosten van deze operatie bedroegen US$ 600 miljoen (ruim een miljard gulden).

## Waterinjectie
Om meer olie uit het veld te halen besloten de eigenaren in 1983 om water in het veld te injecteren. Ekofisk K, de eerste en grootste installatie, begon in 1987 water in het olieveld te pompen en is nog altijd operationeel. Ekofisk W was tussen 1989 en 2009 ook actief, maar werd in dat laatste jaar vervangen door Ekofisk VA, dat op de zeebodem was geïnstalleerd. Het effect van het water is groter dan aanvankelijk verwacht en de verwachting is dat meer dan de helft van de olie uiteindelijk zal worden gewonnen. Bij de aanvang van het Ekofisk project was de verwachting dat 17% van de aanweige olie winbaar zou zijn.

## Ekofisk Cessation Project
Met het in gebruik nemen van Ekofisk-II werden oudere platforms buiten gebruik gesteld. Het verwijderen hiervan vindt plaats gedurende een periode van een aantal jaren.